# Joseph-Eugène de Poucques d'Herbinghem
Joseph-Eugène de Poucques d'Herbinghem (Rebergues, 16 février 1807 - Paris, 30 avril 1900) est un officier de marine français. 

## Biographie
Il entre à l'École polytechnique en novembre 1826 et choisit la marine. Élève de 1re classe (novembre 1828), il participe à une campagne au Levant sur la Fleur-de-Lys et passe en octobre 1830 sur le Marengo sur lequel il est aussitôt promu enseigne de vaisseau. Il prend alors part au forcement des passes du Tage (11 juillet 1831) et à la capture de la flotte portugaise. 
En mars 1832, il sert sur le Grenadier au Levant et en Syrie puis sur la Meuse (mai 1834) dans les mêmes eaux et est nommé lieutenant de vaisseau en mars 1836. Il passe alors sur le Trident à la station des côtes d'Espagne puis commande, sur les côtes françaises, le Vigilant et le Pluvier (1837). 
En escadre de Méditerranée et au Levant sur les vaisseaux Alger et Iéna (1839-1840), il prend le commandement en 1841 du vapeur Chimère envoyé sur les côtes d'Algérie. Envoyé en escadre d'évolutions sur les frégates à vapeur Descartes et Orénoque (1845-1847), il est promu capitaine de frégate en septembre 1848 et participe dès 1851 à plusieurs commissions administratives puis, en août 1851, au jury d'examen de fin d'année de l’École polytechnique. 
Second de l' Artémise à Cherbourg, il est en mars 1852 au Dépôt des cartes et plans de la Marine puis sert en juillet à l'état-major du ministre. Capitaine de vaisseau (décembre 1852), il commande en décembre 1853 la frégate à vapeur Vauban en Méditerranée et participe à la guerre de Crimée, se distinguant lors du bombardement d'Odessa le 22 avril 1854. 
En février 1855, il revient à l'état-major du ministre puis commande l' Isly en Afrique du Nord et au Levant (1856-1858) puis la Foudre en escadre de Méditerranée (1859-1860). 
Promu contre-amiral (mars 1861), membre du Conseil de perfectionnement de l’École polytechnique (janvier 1862), il commande en janvier 1863 en sous-ordre l'escadre d'évolutions sur l' Algésiras avant d'entrer en juin 1865 au Conseil d'amirauté. 
Vice-amiral et préfet maritime de Lorient (mars 1868), membre de la Commission mixte des travaux publics et de la Commission de défense des côtes (août 1871), il prend sa retraite en février 1872. 

## Récompenses et distinctions
- Chevalier (10 septembre 1838), officier (3 mai 1821), commandeur (12 août 1834) puis grand officier de la Légion d'Honneur (29 octobre 1864).
- Médaille de Crimée (8 décembre 1852)
- Grand commandeur de l'ordre royal du Souvenir (Grèce) (22 janvier 1864)
- Nicham (Grand Officier) de Tunis (22 juin 1861)